# نیکولا ژیرو
نیکولا ژیرو (فرانسوی: Nicolas Giraud‎؛ زادهٔ ۱۲ نوامبر ۱۹۷۸ هنرپیشه و فیلمساز اهل فرانسه است. وی از سال ۲۰۰۱ میلادی تاکنون مشغول فعالیت بوده‌است.

## قسمتی از فیلمشناسی (به عنوان بازیگر)
- ربوده شده -۲۰۰۸
- ماجراهای شگفت‌انگیز ادل بلانسک -۲۰۱۰